# Leichtathletik-Europameisterschaften 2016/110 m Hürden der Männer

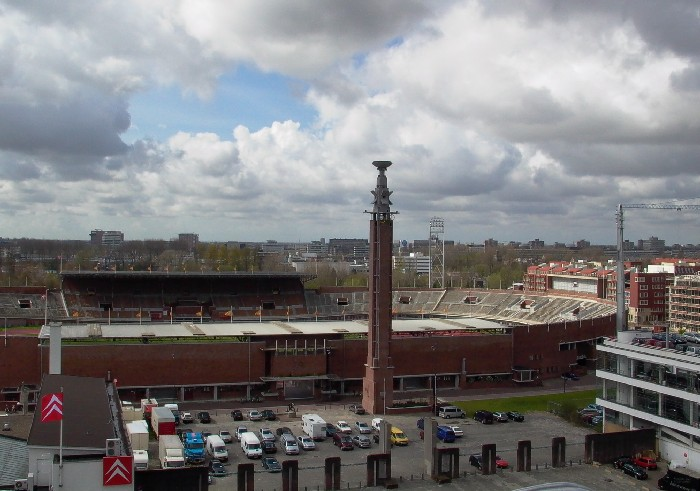
Das Olympiastadion in Amsterdam im Jahr 2005

Der 110-Meter-Hürdenlauf der Männer bei den Leichtathletik-Europameisterschaften 2016 wurde am 8. und 9. Juli 2016 im Olympiastadion der niederländischen Hauptstadt Amsterdam ausgetragen.
In diesem Wettbewerb errangen die französischen Hürdensprinter mit Gold und Bronze zwei Medaillen. Europameister wurde Dimitri Bascou. Silber ging an den Ungarn Balázs Baji. Den dritten Rang belegte Wilhem Belocian.

## Rekorde

### Bestehende Rekorde
| Weltrekord           | 12,80 s | Aries Merritt | Brüssel, Belgien          | 7. September 2012 |
| Europarekord         | 12,91 s | Colin Jackson | WM Stuttgart, Deutschland | 20. August 1993   |
| Meisterschaftsrekord | 13,02 s | Colin Jackson | EM Budapest, Ungarn       | 22. August 1998   |

Der bestehende EM-Rekord wurde bei diesen Europameisterschaften nicht erreicht. Die schnellste Zeit erzielte der spätere Europameister Dimitri Bascou aus Frankreich im dritten Halbfinale mit 13,20 s bei einem Gegenwind von 0,5 m/s, womit er achtzehn Hundertstelsekunden über dem Rekord blieb. Zum Europarekord fehlten ihm 29, zum Weltrekord vierzig Hundertstelsekunden.

### Rekordverbesserungen
Es wurden drei neue Landesrekorde aufgestellt:
- 13,39 s – Milan Traikovits (Zypern), erster Vorlauf am 8. Juli bei einem Rückenwind von 0,3 m/s
- 13,54 s – Vladimir Vukicevic (Norwegen), zweites Halbfinale am 9. Juli bei einem Gegenwind von 1,8 m/s
- 13,28 s – Balázs Baji (Ungarn), Finale am 9. Juli bei Windstille

## Durchführung
Für diese Disziplin kam zum ersten Mal ein neuer Austragungsmodus zur Anwendung. Die elf stärksten Athleten der europäischen Jahresbestenliste mussten in der Vorrunde noch nicht antreten, sondern stiegen erst im Halbfinale ein.

## Legende
Kurze Übersicht zur Bedeutung der Symbolik – so üblicherweise auch in sonstigen Veröffentlichungen verwendet:
| NR  | Nationaler Rekord                                                                             |
| DNS | nicht am Start (did not start)                                                                |
| ‡   | einer der elf schnellsten Sprinter der Jahresbestenliste (Markierung verwendet im Halbfinale) |

## Vorrunde
5. Juli 2016, 17:35 Uhr
Die Vorrunde wurde in drei Läufen durchgeführt. Die ersten drei Athleten pro Lauf – hellblau unterlegt – sowie die darüber hinaus vier zeitschnellsten Läufer – hellgrün unterlegt – qualifizierten sich für das Halbfinale.

### Vorlauf 1

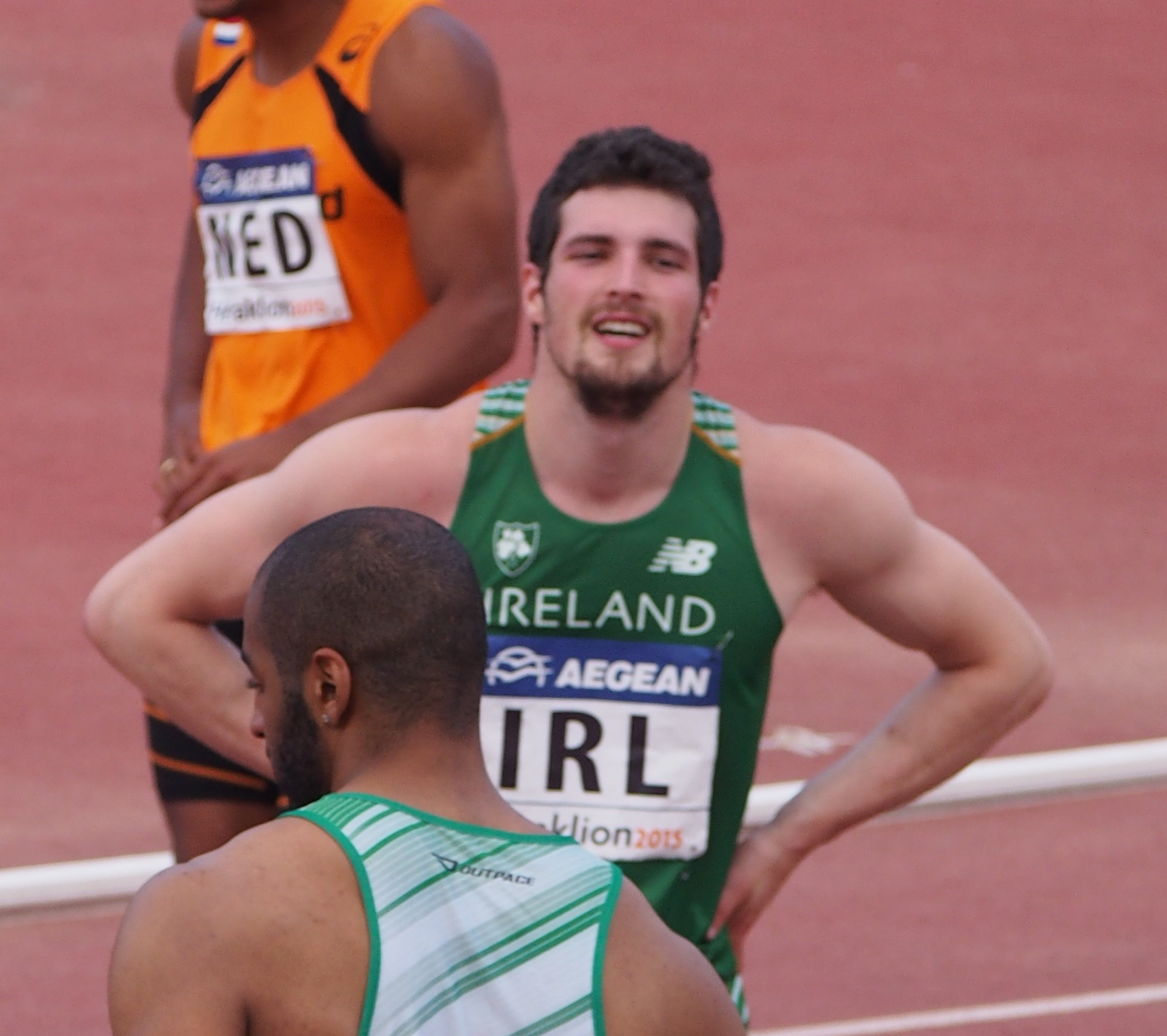
Ben Reynolds schied als Siebter seines Rennens in der Vorrunde aus

8. Juli 2016, 12:55 Uhr
Wind: +0,3 m/s
| Platz | Name              | Nation   | Zeit (s) |
| ----- | ----------------- | -------- | -------- |
| 1     | Milan Traikovits  | Zypern   | 13,39 NR |
| 2     | Yidiel Contreras  | Spanien  | 13,46    |
| 3     | Andreas Martinsen | Dänemark | 13,65    |
| 4     | Hassane Fofana    | Italien  | 13,71    |
| 5     | Elmo Lakka        | Finnland | 13,72    |
| 6     | Serhiy Kopanayko  | Ukraine  | 13,74    |
| 7     | Ben Reynolds      | Irland   | 13,87    |

### Vorlauf 2

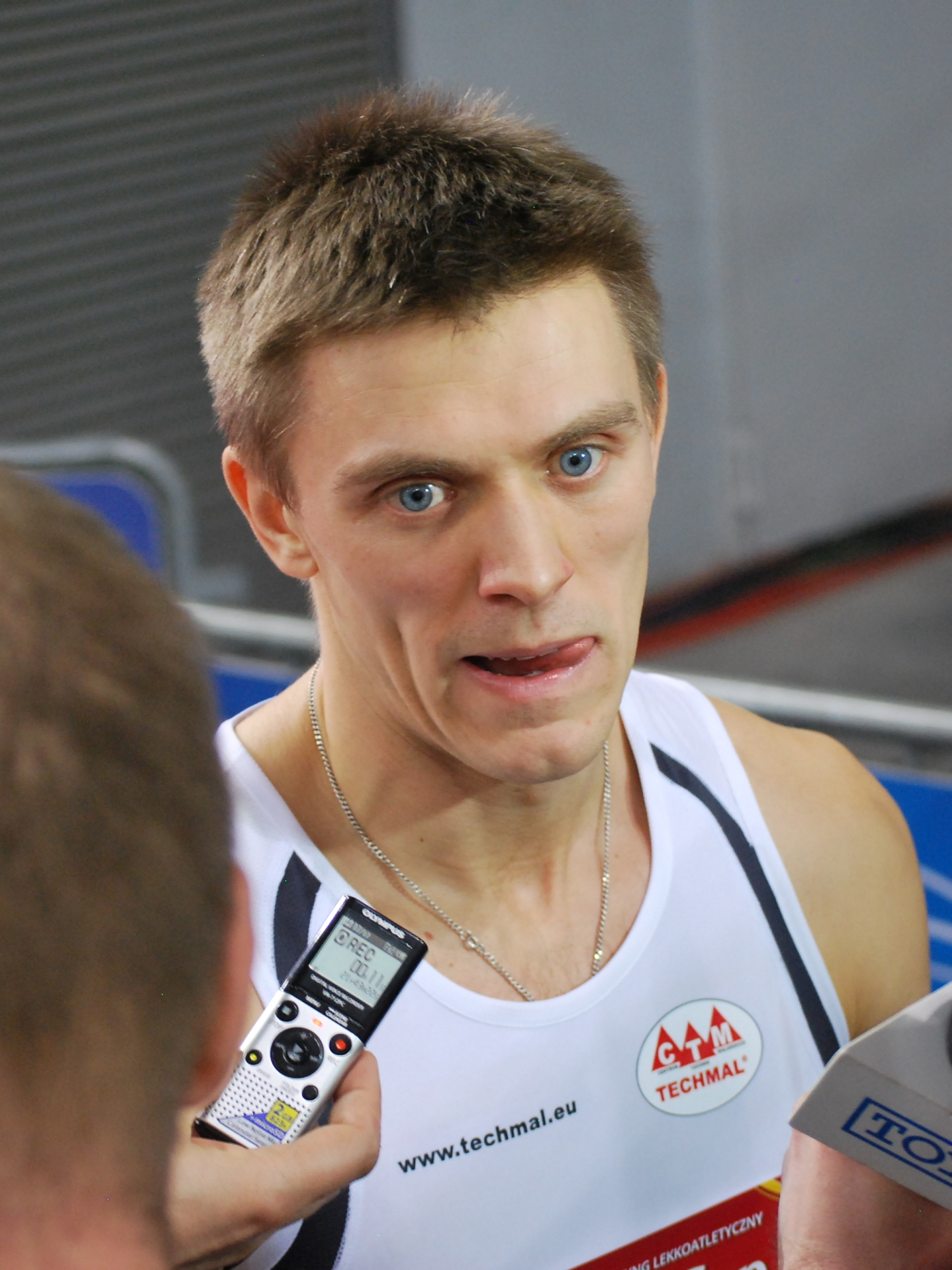
Sein fünfter Platz im zweiten Vorlauf reichte Dominik Bochenek nicht zum Weiterkommen

8. Juli 2016, 13:03 Uhr
Wind: −0,5 m/s
| Platz | Name               | Nation      | Zeit (s) |
| ----- | ------------------ | ----------- | -------- |
| 1     | Emanuele Abate     | Italien     | 13,63    |
| 2     | Matthias Bühler    | Deutschland | 13,75    |
| 3     | Javier Colomo      | Spanien     | 13,76    |
| 4     | Vladimir Vukicevic | Norwegen    | 13,76    |
| 5     | Dominik Bochenek   | Polen       | 13,87    |
| 6     | Tobias Furer       | Schweiz     | 14,08    |
| 7     | Artem Schamatryn   | Ukraine     | 14,47    |

### Vorlauf 3

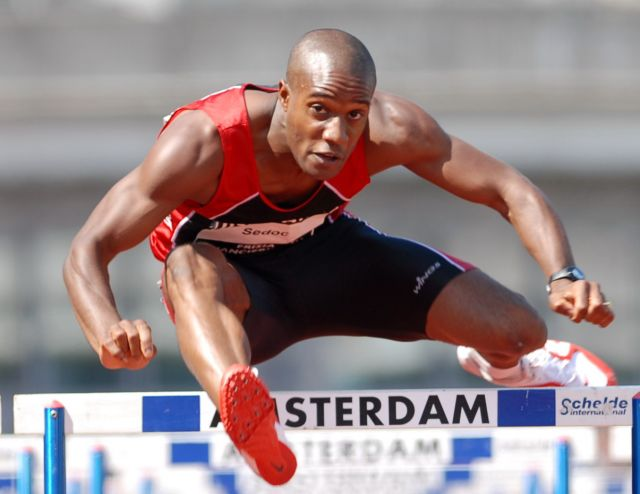
Als Vierter seines Vorlaufs erreichte Gregory Sedoc nicht die nächste Runde

8. Juli 2016, 13:11 Uhr
Wind: ±0,0 m/s
| Platz | Name           | Nation         | Zeit (s) |
| ----- | -------------- | -------------- | -------- |
| 1     | David King     | Großbritannien | 13,55    |
| 2     | Lorenzo Perini | Italien        | 13,68    |
| 3     | Valdó Szűcs    | Ungarn         | 13,76    |
| 4     | Gregory Sedoc  | Niederlande    | 13,92    |
| 5     | Brahian Peña   | Schweiz        | 13,98    |
| 6     | Gerard Porras  | Spanien        | 14,11    |

## Halbfinale
6. Juli 2016, 17:35 Uhr
Aus den drei Halbfinalläufen qualifizierten sich die jeweils ersten beiden Athleten – hellblau unterlegt – sowie die darüber hinaus zwei zeitschnellsten Läufer – hellgrün unterlegt – für das Finale.

### Lauf 1

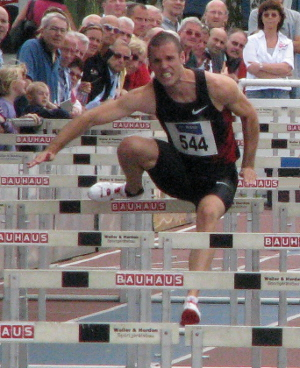
Matthias Bühler scheiterte als Sechster seines Rennens im Halbfinale
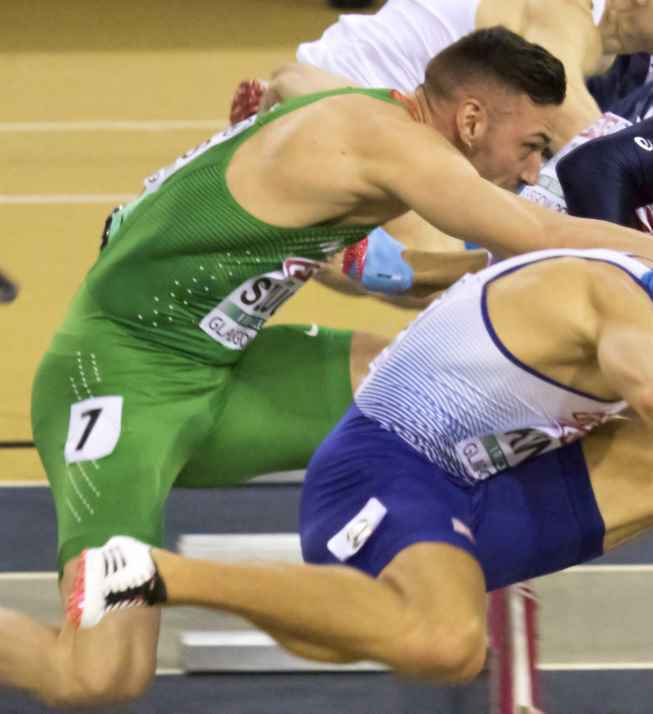
Valdó Szűcs sechster Rang in seinem Halbfinale reichte nicht zur Finalteilnahme
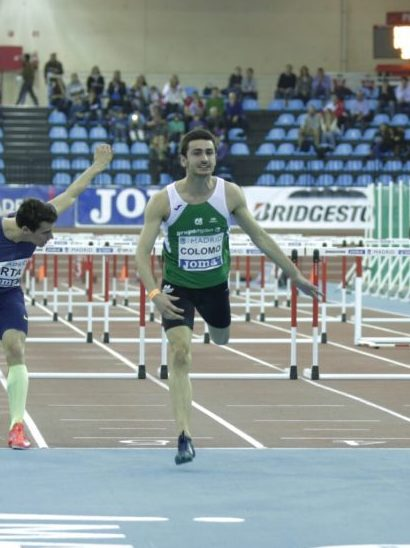
Javier Colomo belegte Rang acht im ersten Semifinale und schied damit aus

9. Juli 2016, 19:15 Uhr
Wind: −0,6 m/s
| Platz | Name             | Nation         | Zeit (s) |
| ----- | ---------------- | -------------- | -------- |
| 1     | Andrew Pozzi ‡   | Großbritannien | 13,21    |
| 2     | Aurel Manga ‡    | Frankreich     | 13,36    |
| 3     | Milan Traikovits | Zypern         | 13,40    |
| 4     | Milan Ristić ‡   | Serbien        | 13,45    |
| 5     | Matthias Bühler  | Deutschland    | 13,65    |
| 6     | Valdó Szűcs      | Ungarn         | 13,76    |
| 7     | Lorenzo Perini   | Italien        | 13,79    |
| 8     | Javier Colomo    | Spanien        | 13,88    |

### Lauf 2

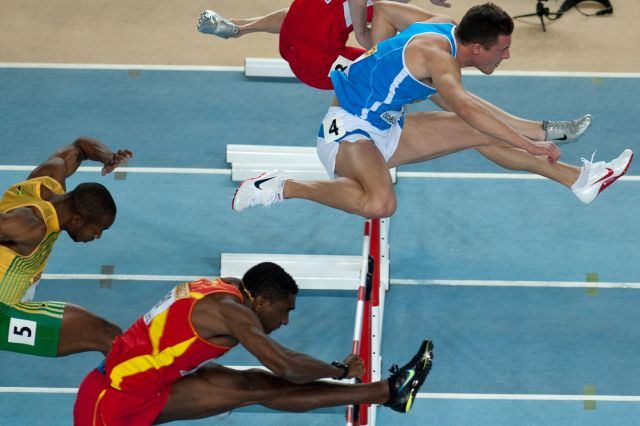
Emanuele Abate – Rang vier
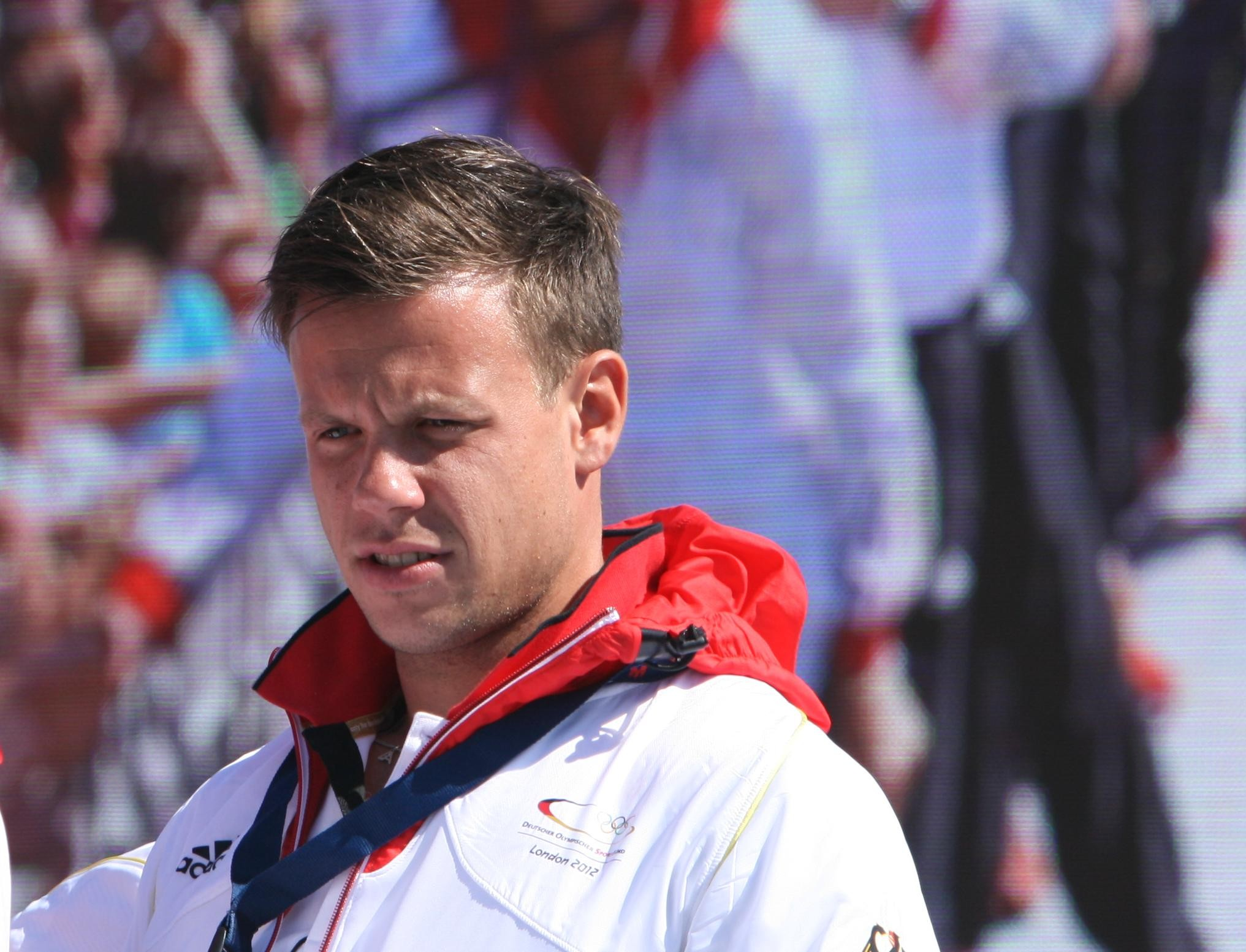
Alexander John – Rang sieben
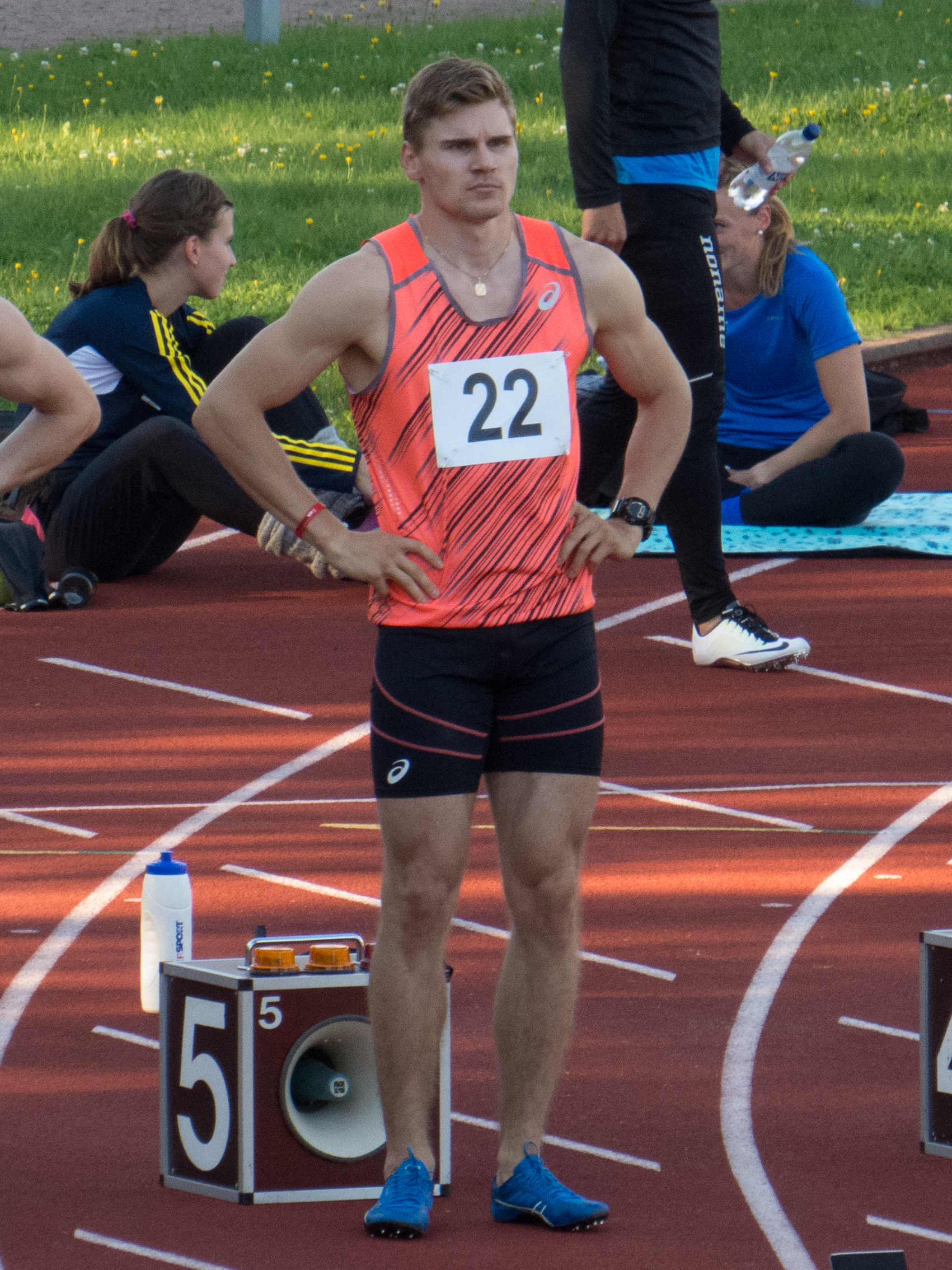
Elmo Lakka – Rang acht

9. Juli 2016, 19:23 Uhr
Wind: −1,8 m/s
| Platz | Name               | Nation         | Zeit (s) |
| ----- | ------------------ | -------------- | -------- |
| 1     | Wilhem Belocian ‡  | Frankreich     | 13,28    |
| 2     | Balázs Baji ‡      | Ungarn         | 13,29    |
| 3     | Damian Czykier ‡   | Polen          | 13,32    |
| 4     | Emanuele Abate     | Italien        | 13,54    |
| 5     | Vladimir Vukicevic | Norwegen       | 13,54 NR |
| 6     | David King         | Großbritannien | 13,54    |
| 7     | Alexander John ‡   | Deutschland    | 13,60    |
| 8     | Elmo Lakka         | Finnland       | 13,87    |

### Lauf 3
9. Juli 2016, 19:31 Uhr
Wind: −0,5 m/s
| Platz | Name                      | Nation         | Zeit (s) |
| ----- | ------------------------- | -------------- | -------- |
| 1     | Dimitri Bascou ‡          | Frankreich     | 13,20    |
| 2     | Yidiel Contreras          | Spanien        | 13,47    |
| 3     | Lawrence Clarke ‡         | Großbritannien | 13,47    |
| 4     | Konstandinos Douvalidis ‡ | Griechenland   | 13,50    |
| 5     | Hassane Fofana            | Italien        | 13,52    |
| 6     | Gregor Traber ‡           | Deutschland    | 13,66    |
| 7     | Andreas Martinsen         | Dänemark       | 13,89    |
| 8     | Serhiy Kopanayko          | Ukraine        | 13,97    |

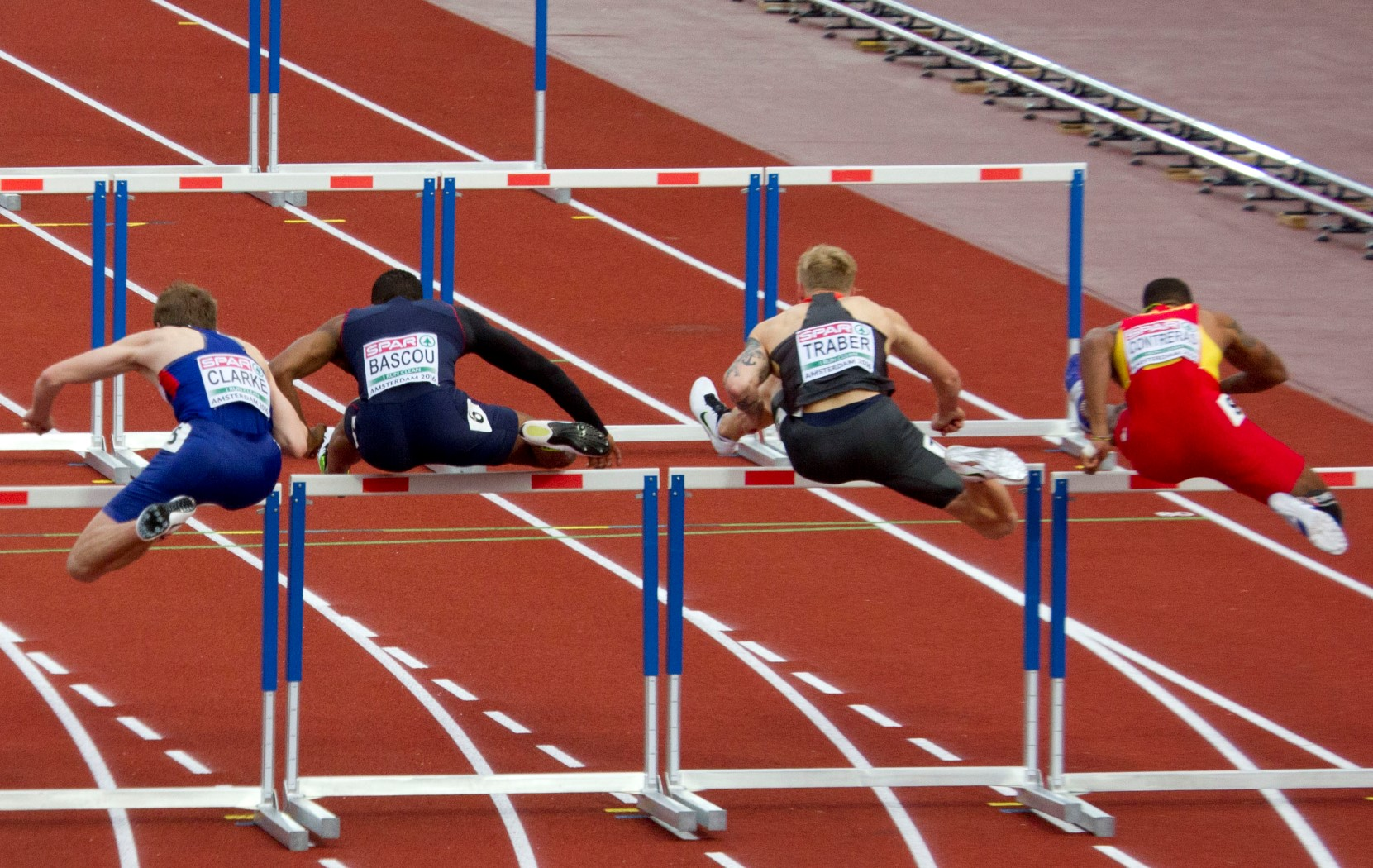
Die Hürdensprinter im dritten Halbfinale

Im dritten Semifinale ausgeschiedene Hürdensprinter:

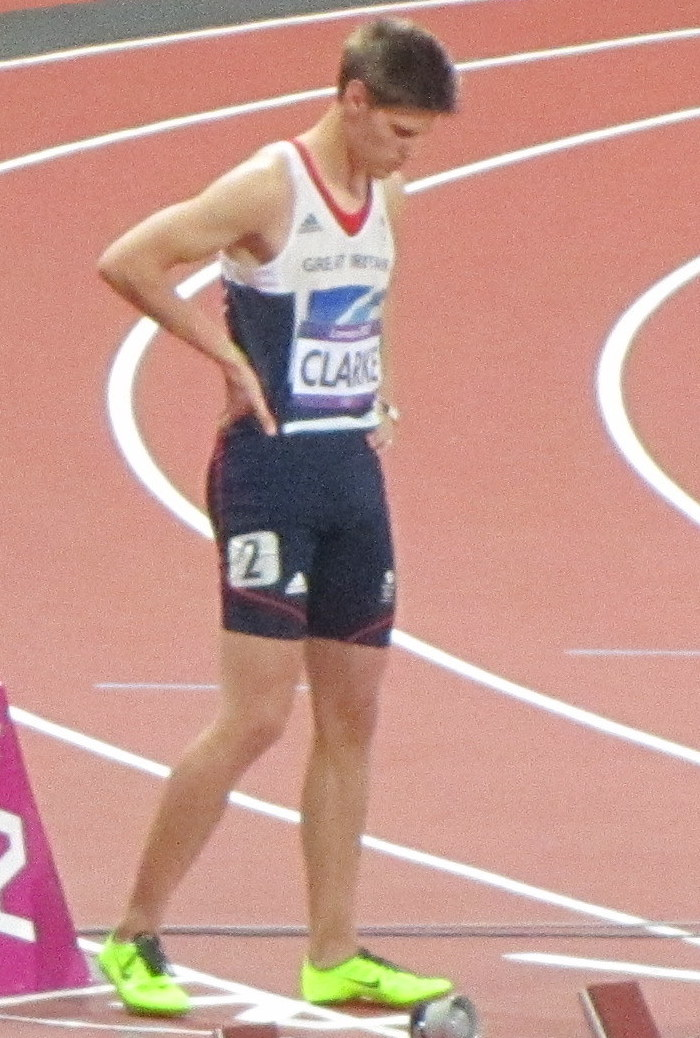
Lawrence Clarke – Rang drei, ihm fehlte eine Hundertstelsekunde an der Finalteilnahme
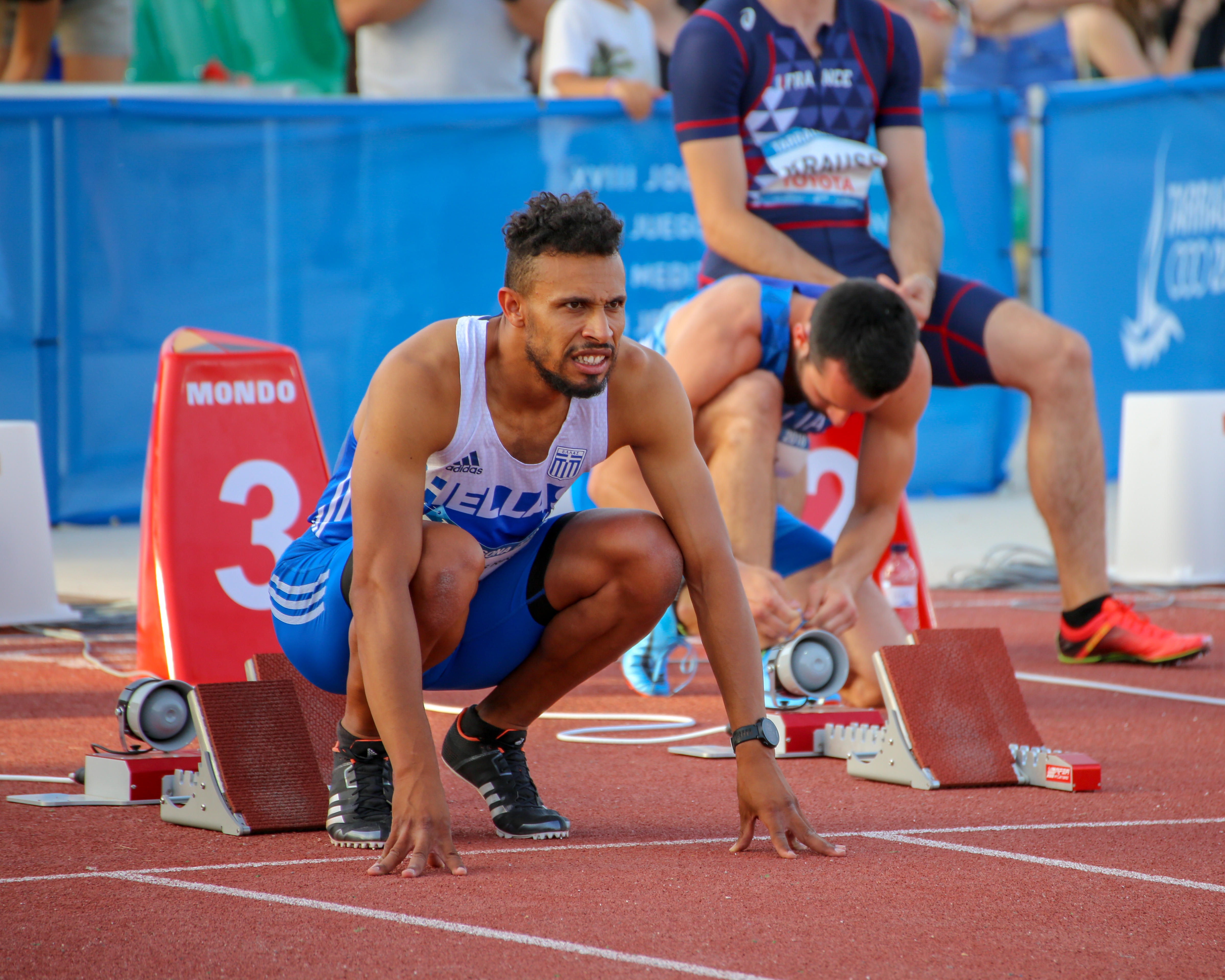
Konstadínos Douvalídis – Rang vier
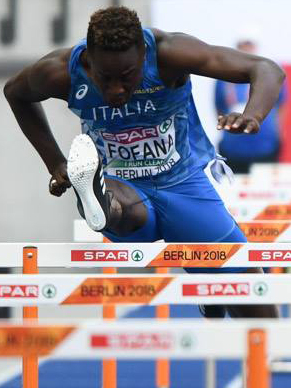
Hassane Fofana – Rang fünf
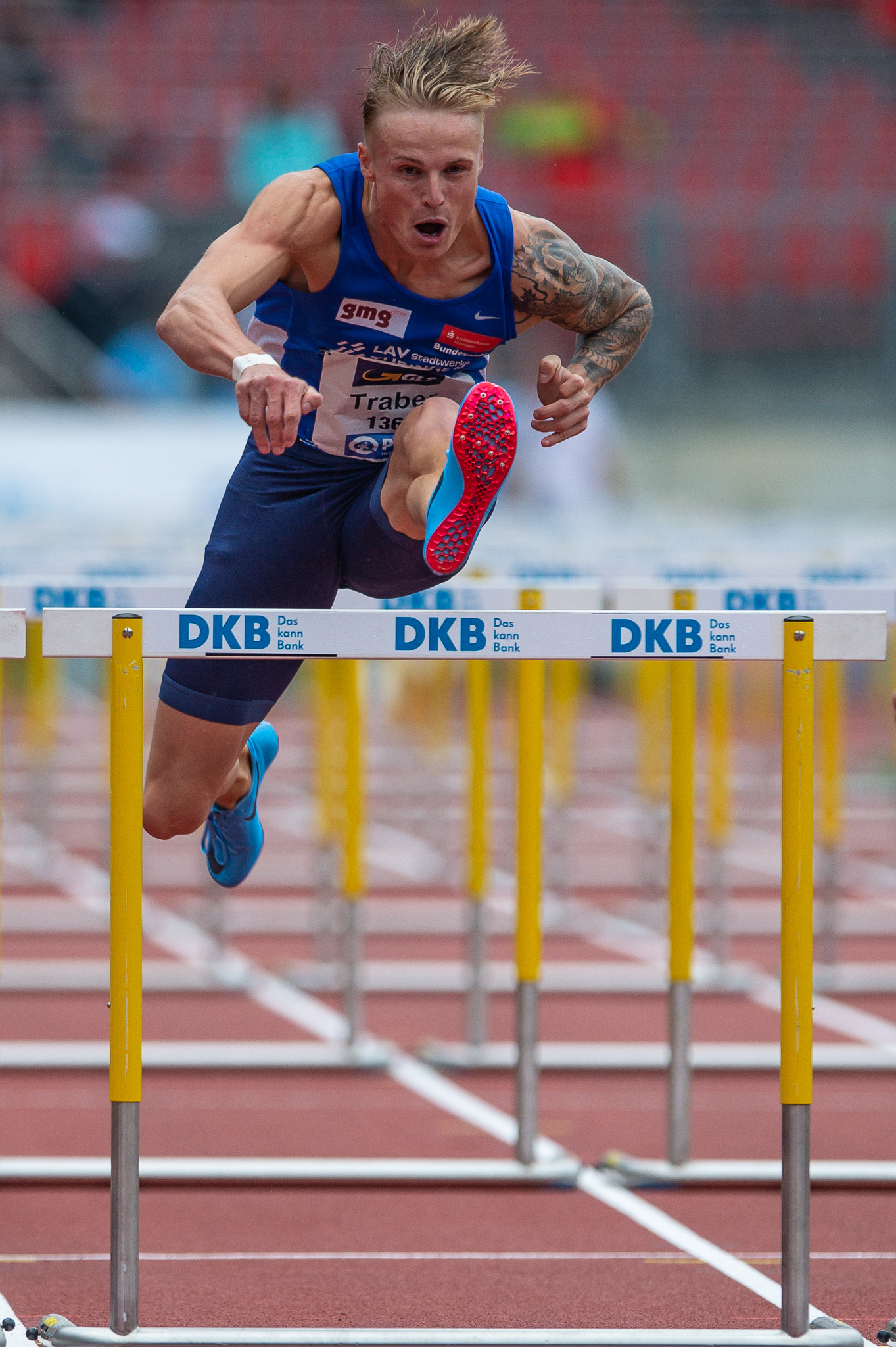
Gregor Traber – Rang sechs
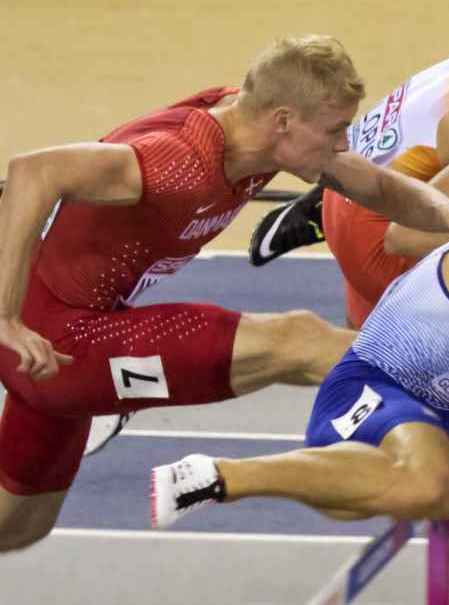
Andreas Martinsen – Rang sieben

## Finale

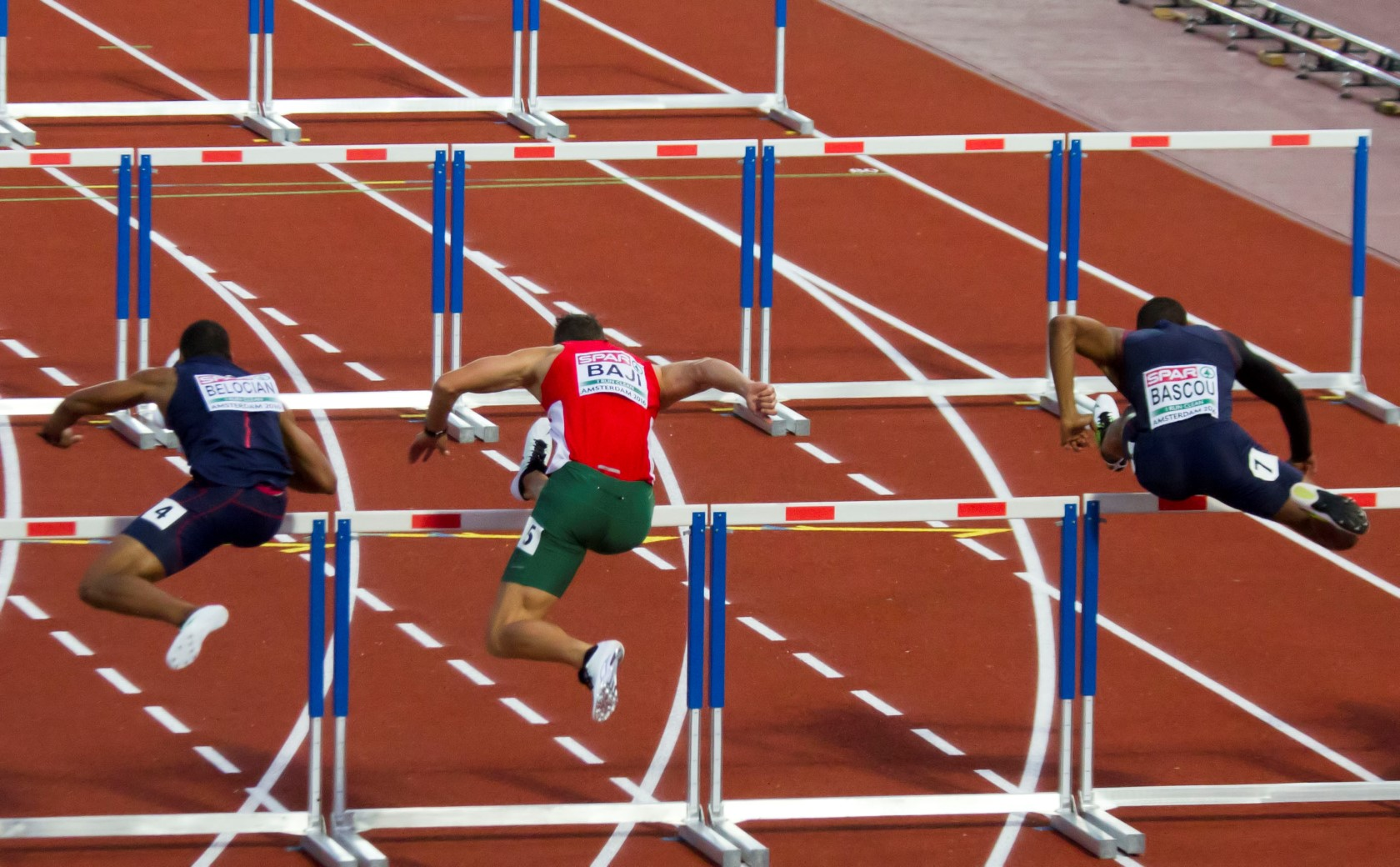
Finale im Hürdensprint

9. Juli 2016, 21:30 Uhr
Wind: ±0,0 m/s
| Platz | Name             | Nation         | Zeit (s) |
| ----- | ---------------- | -------------- | -------- |
| 1     | Dimitri Bascou   | Frankreich     | 13,25    |
| 2     | Balázs Baji      | Ungarn         | 13,28 NR |
| 3     | Wilhem Belocian  | Frankreich     | 13,33    |
| 4     | Damian Czykier   | Polen          | 13,40    |
| 5     | Milan Traikovits | Zypern         | 13,44    |
| 6     | Aurel Manga      | Frankreich     | 13,47    |
| 7     | Yidiel Contreras | Spanien        | 13,54    |
| DNS   | Andrew Pozzi     | Großbritannien |          |

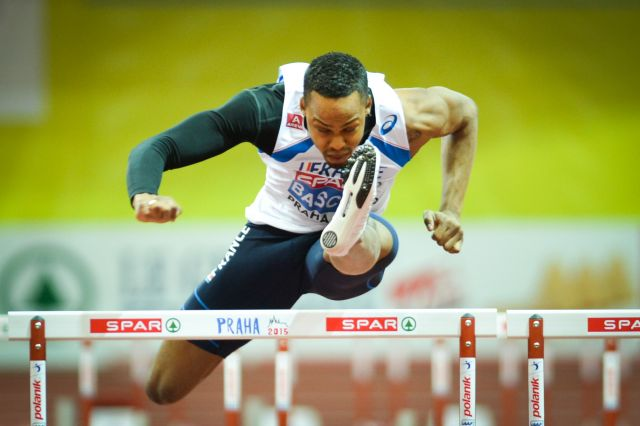
Europameister Dimitri Bascou
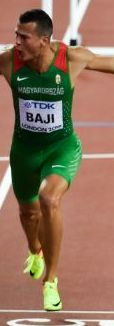
Vizeeuropameister Balázs Baji
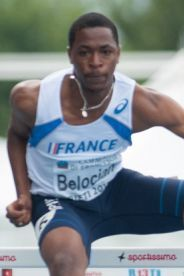
Wilhem Belocian errang die Bronzemedaille

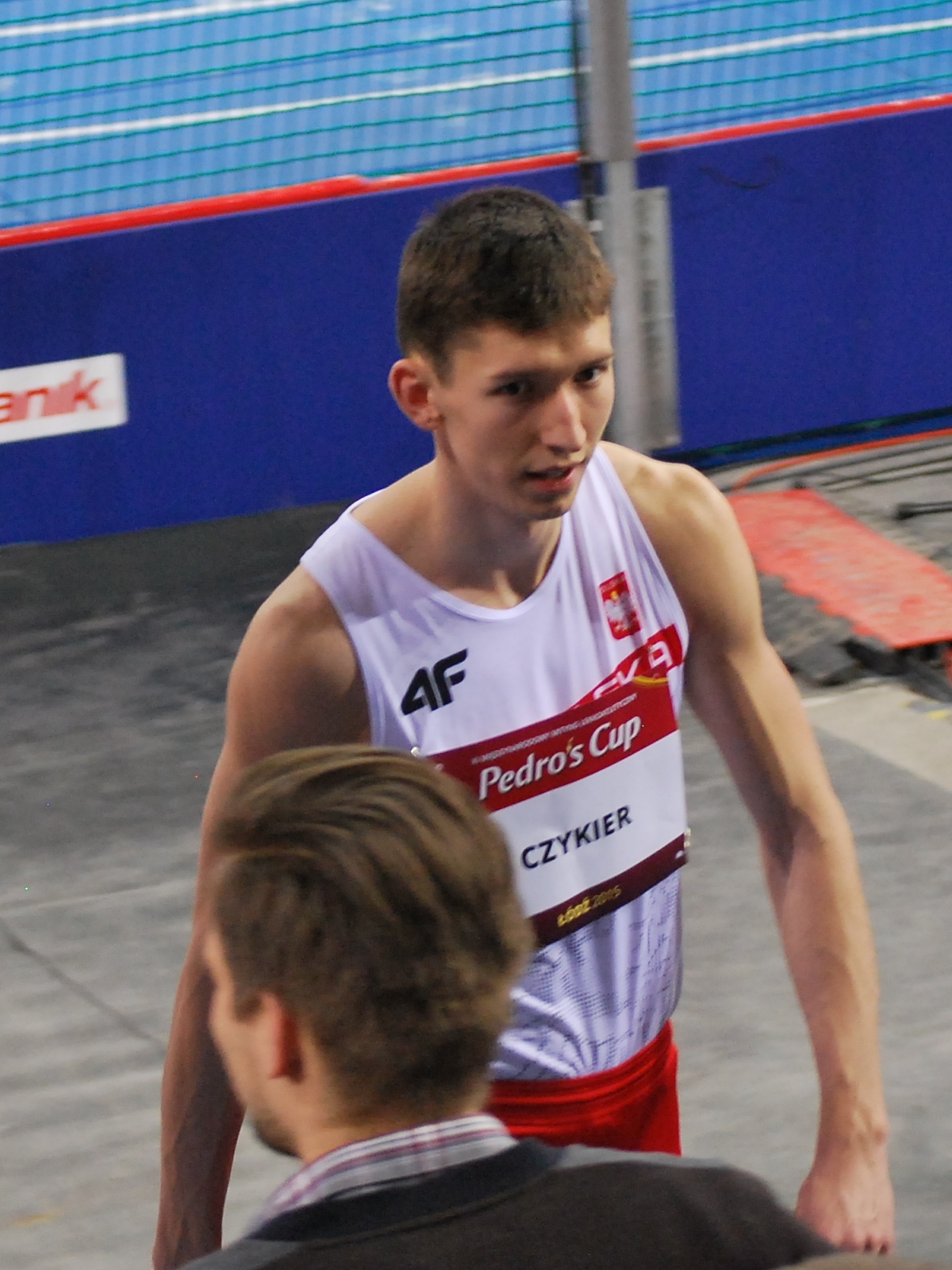
Der viertplatzierte Damian Czykier
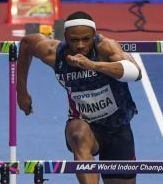
Aurel Manga erreichte Platz sechs
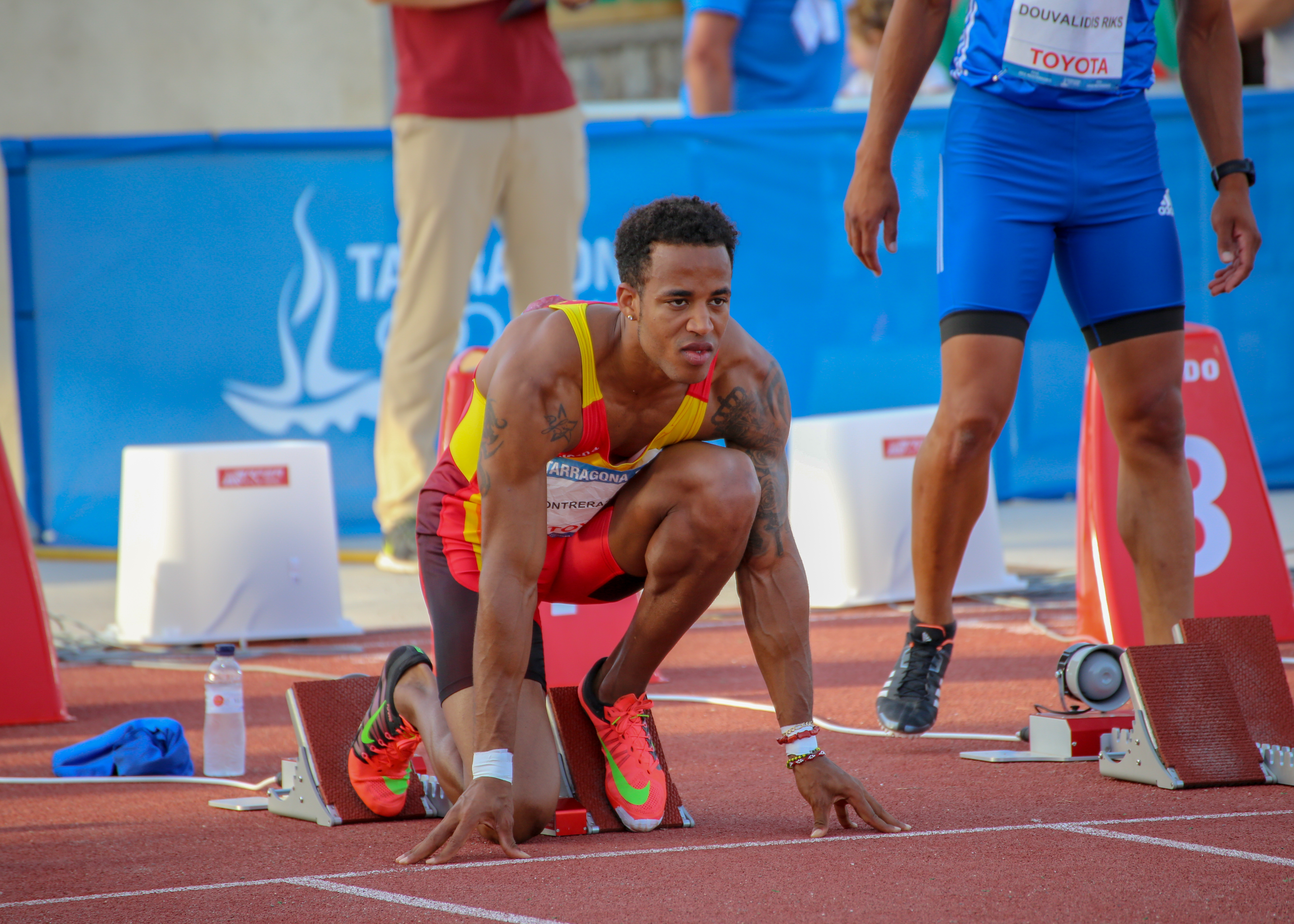
Yidiel Contreras kam auf den siebten Platz
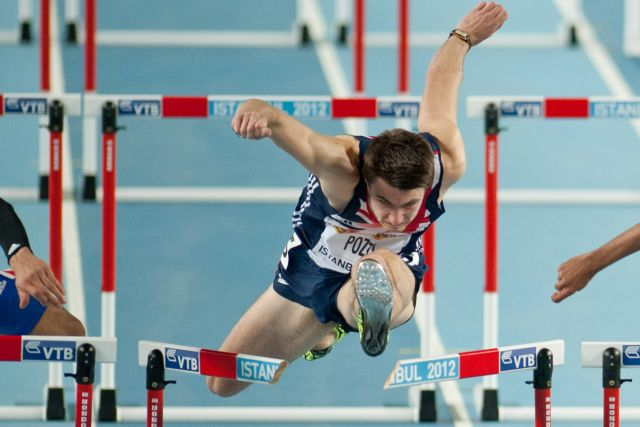
Andrew Pozzi trat zum Finale nicht an

## Videolink
- 110m Hurdles Men's Final - European Athletics Championships 2016, youtube.com, abgerufen am 26. Februar 2020